# Casalarreina Club de Fútbol
El Casalarreina Club de Fútbol es un club de fútbol de la localidad de Casalarreina (La Rioja). Fue fundado en 1997 y actualmente juega en Regional Preferente de La Rioja desde su descenso en la temporada 2024-25.

## Historia
En Casalarreina existió un equipo a finales de los 70 y principios de los 80 que tomaba parte en la Liga de empresas de la localidad cercana de Haro. Coincidiendo con la desaparición de este equipo surgieron en la localidad varios equipos en categorías inferiores, que hasta la construcción del Soto en 1995 jugaban en El Ferial, campo municipal de Haro.
El germen del actual Casalarreina C.F. nace en 1993, cuando un equipo aficionado empezó a jugar un torneo amateur en la vecina localidad de Santo Domingo de la Calzada. Al proclamarse campeones de dicho torneo en la temporada 1995-96 el equipo decidió federarse con Josean Ríos como primer presidente.
Tras una trayectoria irregular en la Regional Preferente de La Rioja, el Casalarreina C.F. consiguió en la temporada 2013-14 el campeonato y el ascenso a Tercera División por primera vez en su historia. El paso por la categoría fue efímero y, tras acabar como colista, descendió de nuevo a Preferente.
Tras dos temporadas en la categoría más baja del fútbol riojano consiguió regresar a Tercera División en la temporada 2015-16 al acabar tercero en la liga. En su nueva etapa en la categoría nacional consiguió permanecer por dos temporadas consecutivas, descendiendo en 2018.
Tras un nuevo breve paso de un año por Regional Preferente, volvió a Tercera División. En esta etapa consiguió disputar dos Playoffs de ascenso (2020 y 2022).
Tras seis años en categoría nacional, el Casalarreina volvió a Preferente en 2025, tras acabar en 16.ª posición.

## Uniforme
- Uniforme titular: Camiseta a franjas verticales amarillas y negras, pantalón negro y medias negras.

## Estadio
El Casalarreina juega en el campo municipal El Soto, que cuenta con una grada cubierta y es el más pequeño de  La Rioja con 97 metros de longitud por 49 metros de anchura.

## Palmarés
Nota: en negrita competiciones vigentes en la actualidad.
| Competición regional                  | Títulos  | Subcampeonatos |
| ------------------------------------- | -------- | -------------- |
| Copa Federación (0/1)                 |          | 2021-22.       |
| Regional Preferente de La Rioja (1/0) | 2013-14. |                |

## Datos del club
- Temporadas en Primera División: 0
- Temporadas en Segunda División: 0
- Temporadas en Primera Federación: 0
- Temporadas en Segunda Federación: 0
- Temporadas en Tercera Federación / Tercera División: 9
- Mejor puesto en la liga: 3.º en Tercera División de España (temporada 2019-20)

### Histórico de temporadas
| Temporada | División   | Puesto |
| --------- | ---------- | ------ |
| 1997-98   | Preferente | 11.º   |
| 1998-99   | Preferente | 10.º   |
| 1999-00   | Preferente | 11.º   |
| 2000-01   | Preferente | 11.º   |
| 2001-02   | Preferente | 12.º   |
| 2002-03   | Preferente | 3.º    |
| 2003-04   | Preferente | 16.º   |
| 2004-05   | Preferente | 12.º   |
| 2005-06   | Preferente | 10.º   |
| 2006-07   | Preferente | 8.º    |
| 2007-08   | Preferente | 5.º    |
| 2008-09   | Preferente | 7.º    |
| 2009-10   | Preferente | 6.º    |
| 2010-11   | Preferente | 16.º   |
| 2011-12   | Preferente | 9.º    |

| Temporada | División             | Puesto |
| --------- | -------------------- | ------ |
| 2012-13   | Preferente           | 5.º    |
| 2013-14   | Preferente           | 1.º    |
| 2014-15   | 3.ª (Grupo XVI)      | 20.º   |
| 2015-16   | Preferente           | 3.º    |
| 2016-17   | 3.ª (Grupo XVI)      | 15.º   |
| 2017-18   | 3.ª (Grupo XVI)      | 18.º   |
| 2018-19   | Preferente           | 3.º    |
| 2019-20   | 3.ª (Grupo XVI)      | 3.º    |
| 2020-21   | 3.ª (Grupo XVI)      | 10.º   |
| 2021-22   | 3.ª Fed. (Grupo XVI) | 5.º    |
| 2022-23   | 3.ª Fed. (Grupo XVI) | 11.º   |
| 2023-24   | 3.ª Fed. (Grupo XVI) | 7.º    |
| 2024-25   | 3.ª Fed. (Grupo XVI) | 16.º   |
| 2025-26   | Preferente           |        |

LEYENDA

 :Ascenso de categoría
 :Descenso de categoría

### Participaciones en promociones de ascenso
| Temporada | Liga               | Ronda     | Rival        | Ida | Vuelta | Global |  | Ascenso |
| --------- | ------------------ | --------- | ------------ | --- | ------ | ------ |  | ------- |
| 2019-20   | Tercera División   | Semifinal | C. D. Varea  | 1-0 | 1-0    | 1-0    |  |         |
| 2021-22   | Tercera Federación | Semifinal | C. D. Alfaro | 3-0 | 3-0    | 3-0    |  |         |